# Louise d'Artois
Pour les articles homonymes, voir Artois (homonymie).
Louise Marie Thérèse d’Artois (en italien, Luisa d’Artois), née le 21 septembre 1819 au palais de l’Élysée à Paris et morte à Venise le 1er février 1864 est une petite-fille de France, membre de la maison de Bourbon, devenue par son mariage duchesse consort de Parme et de Plaisance.
Membre de la Maison de Bourbon par son père le duc de Berry, Louise est la petite-fille de Charles X de France et la sœur du comte de Chambord, prétendant légitimiste au trône de France. Par sa mère, la princesse descend du roi François Ier des Deux-Siciles et de l'archiduchesse Marie-Clémentine d'Autriche. Elle est donc une proche parente de l'empereur François-Joseph d'Autriche mais aussi de l'ex-impératrice des Français Marie-Louise et de la reine des Français Marie-Amélie de Bourbon-Siciles.
Par ses quatre enfants, Louise est l'ascendante des maisons royales de Bulgarie, de Saxe et de la famille grand-ducale de Luxembourg. Elle est également l'ascendante des prétendants aux trônes de Parme, de Toscane, d'Autriche, de Wurtemberg et de Roumanie, mais également de plusieurs prétendants aux trônes de France, issus des mouvances légitimistes et orléaniste (Jacques de Bourbon et Jean d'Orléans).

## Biographie

### Ascendance et contexte familial

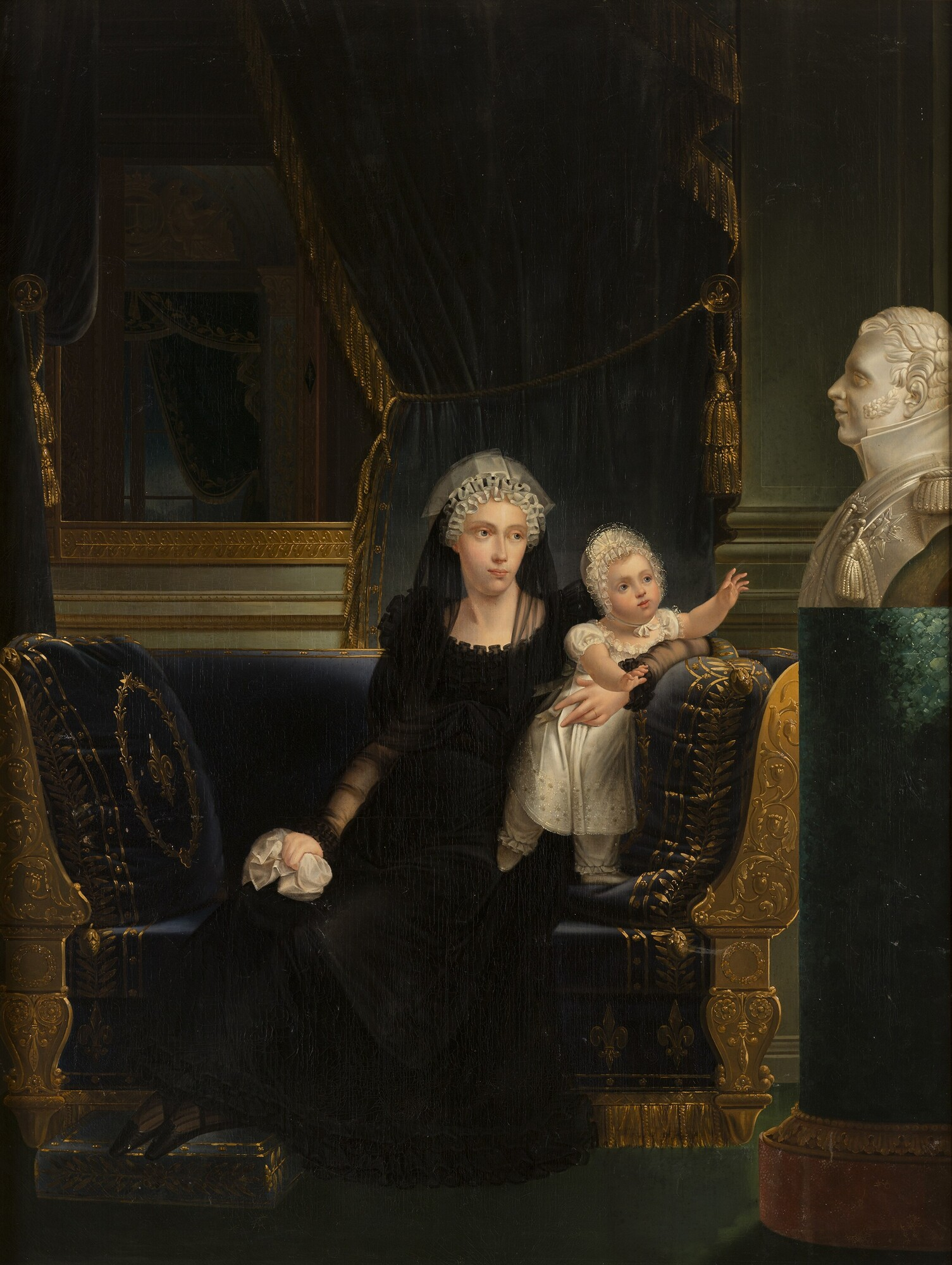
La duchesse de Berry en veuve avec sa fille Louise, 1820, par François-Joseph Kinson.

Louise d'Artois, petite-fille de France, est le premier enfant survivant de Charles-Ferdinand d'Artois (1778-1820), duc de Berry et de sa jeune épouse Marie-Caroline de Naples et de Sicile.
Par son père, Louise est la petite-fille de Charles X, frère et successeur du roi de France Louis XVIII, et de la princesse Marie-Thérèse de Savoie. La mère de Louise, Marie-Caroline, est quant à elle la fille du roi François Ier des Deux-Siciles et de l'archiduchesse Marie-Clémentine d'Autriche.
Comme l'écrit l'écrivain Jean des Cars, le mariage du couple est heureux; le duc tomba littéralement « amoureux » de son épouse. Ainsi le couple se tutoie et mène une vie joyeuse au Palais de l'Élysée.
A sa naissance, Louise est la troisième enfant de ses parents même si les deux précédents (Louise-Elisabeth et Louis) sont morts peu de temps après leur naissance. La naissance de Louise est donc une déception pour la famille royale qui attend avec impatience la naissance d'un fils. Ainsi la duchesse de Berry s'écrit-elle « Après la fille, le garçon » peu après avoir accouchée de Louise.

### Premières années

#### Entre Paris et Rosny

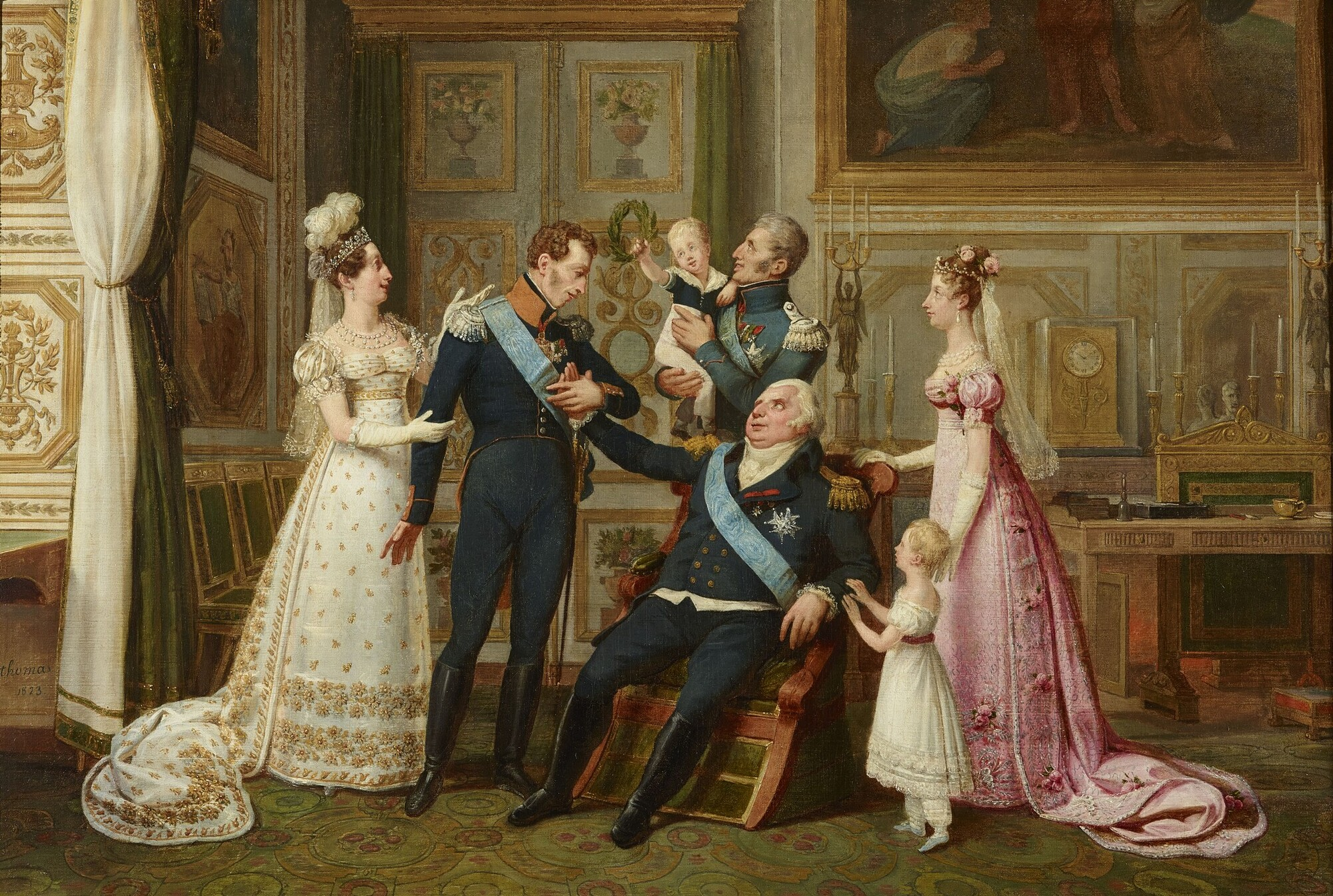
La famille royale française en 1823.

Louise naît au palais de l'Élysée à Paris le 21 septembre 1819. Elle est baptisée le 16 décembre à la chapelle palatine des Tuileries et tenue sur les fonts baptismaux par son parrain le roi (son grand-oncle le roi Louis XVIII) et par sa marraine sa tante la duchesse d'Angoulême (futur dauphine de France).
La marquise de Gontaut Saint-Blacard (1773-1857), dame d'honneur de la duchesse de Berry, est nommée gouvernante de la petite fille tandis que la comtesse de Gain de Montagnac et Mme de Riveira sont ses sous-gouvernantes.
Dès sa naissance, de nombreuses rumeurs entourent Louise. Certains prétendent en effet qu'elle est aveugle et sourde ou qu'elle ne vivra pas, tous comme son frère et sa sœur aînés. Ainsi même la duchesse d'Orléans, Marie-Amélie des Deux-Siciles, future reine des Français, prétend que la fillette ne vivra pas.
Le 13 février 1820, son père Charles-Ferdinand est assassiné en sortant de l’ancien opéra de Paris par Louvel, un bonapartiste qui souhaite l' « extinction de la maison de Bourbon ». C'est plus qu'un deuil pour la famille royale et ses partisans. Cependant, quelque temps plus tard, la duchesse de Berry fait part d'une nouvelle grossesse et en septembre 1820, naît « l'enfant du miracle », un garçon qui porte les espoirs de la dynastie, reçoit le titre de duc de Bordeaux et le prénom d'Henri, hommage au premier roi de France de la Maison de Bourbon et plus populaire que le traditionnel Louis porté depuis Louis XIII et rappelant le saint ancêtre Louis IX.
Son père achète le château de Rosny, ancienne résidence de Sully pour son épouse afin de la consoler de la perte de ses enfants.

#### Une éducation rigoureuse, mais joyeuse

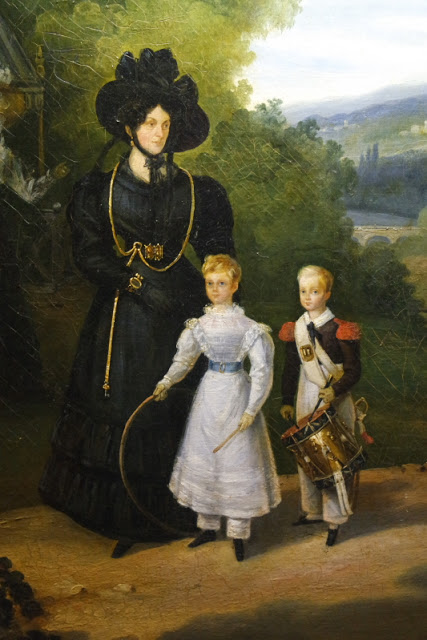
La duchesse de Gontaut, gouvernante des Enfants de France, promenant Louise d’Artois et son frère, Henri, duc de Bordeaux, dans les jardins de Saint-Cloud (détail), 1826, par Adolphe Ladurner.

Louise grandit au Palais de l'Élysée et au château de Rosny jusqu'à la mort de son père ; la princesse et sa mère déménagent alors dans le pavillon de Marsan du Palais des Tuileries. C'est ici que Louise connaîtra les deux premiers attentats de sa vie. En effet, le premier qui à lieu dans la salle de bain de sa tante (l'auteur s'est trompé) et le deuxième le 28 avril 1820, dans le vestibule de son appartement. Marie-Caroline se voulant proche de ses enfants, les élèvent elle-même et les tutoie. De même elle passe beaucoup de temps avec eux et en est très proche.
La culture tient une place importante dans l'enfance de Louise, en effet sa mère est une lectrice acharnée des œuvres de Walter Scott, de Victor Hugo, d'Alphonse de Lamartine ou encore de Balzac et de Musset. Ainsi Louise est élevée dans l'amour de l'art et de la culture. De plus, Mme de Gontaut élève la fillette en se référant au Traité de l'éducation des filles de Fénelon. Cependant, Louise n'a aucun attrait pour l'histoire et déclare même « je ne vois pas en quoi il peut être utile que je sache ce qui s'est passé il y a tant d'années ».
Louise et son frère Henri sont très proches, n'ayant qu'un an d'écart. De plus étant élevés ensemble par la  marquise de Gontaut, Louise grandit littéralement avec son frère. La jeune princesse avouera plus tard ressentir pour son frère « une affection singulière qui devait être la joie et l'orgueil de sa vie ».
La duchesse de Berry et ses enfants passent la majorité du temps (du lundi au samedi) au château de Rosny et ne reviennent aux Tuileries que pour la fin de semaine. Leur mère lance également la mode des bains de mers et s'y rend en compagnie de ses enfants, tout les ans, à Dieppe notamment.

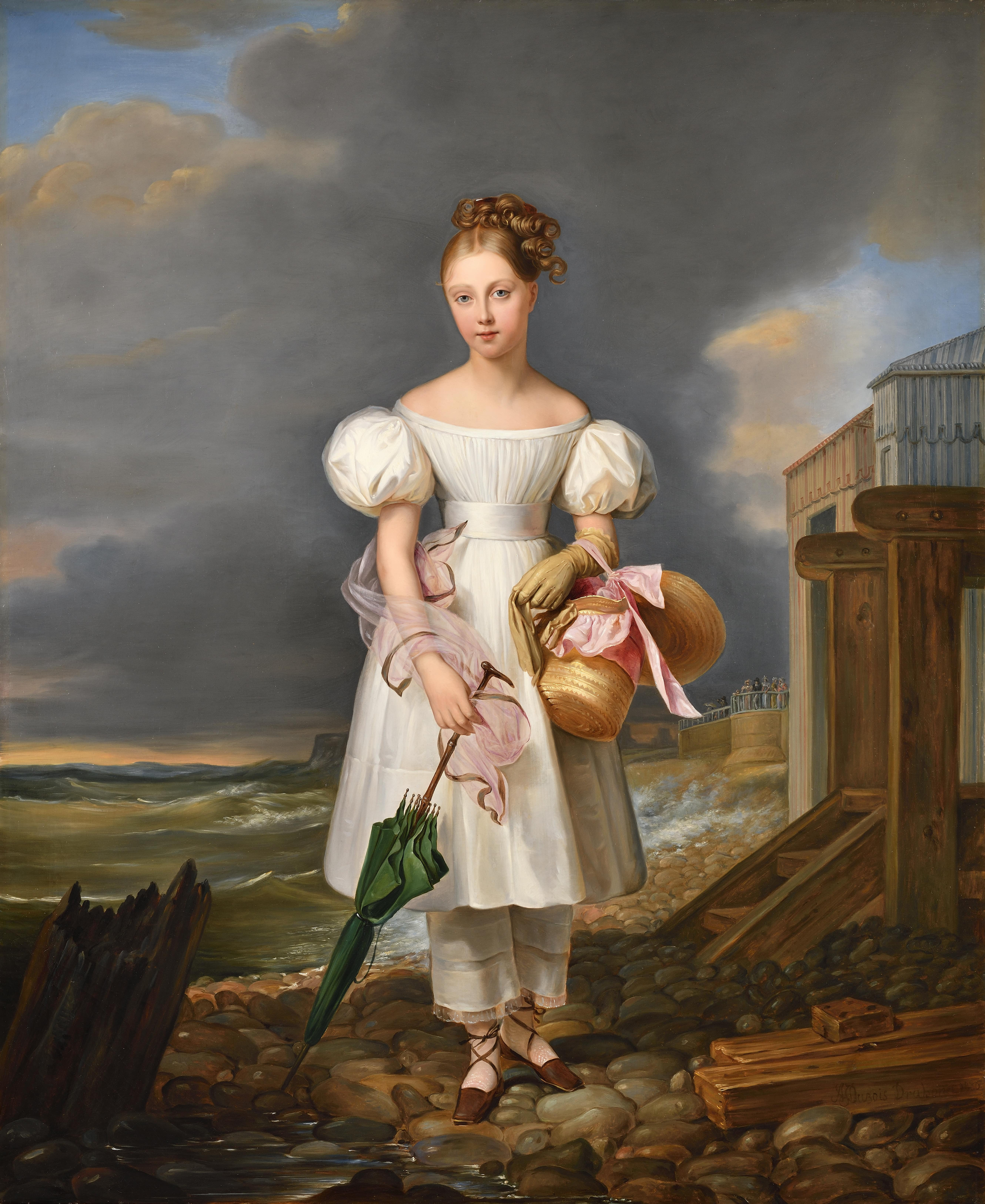
Louise d'Artois en costume de bain sur la plage de Dieppe, 1830, par Alexandre-Jean Dubois-Drahonet.

En 1823, Louise et son frère assistent au retour de leur oncle, le duc d'Angoulême, qui revient de l'expédition d'Espagne. Voulant redonner à la France sa place dans le concert des Nations, le roi l'a envoyé mâter les libéraux Espagnols qui mettaient en péril le pouvoir absolu du roi Ferdinand VII, un autre Bourbon. L'année suivante, en 1824, le roi Louis XVIII s'éteint. Son frère, le comte d'Artois, grand-père de Louise, lui succède sous le nom de Charles X. Le joyeux beau-frère de la « reine martyre » Marie-Antoinette est un veuf de 67 ans, pieux, de convictions des plus conservatrices (il a été le chef des ultras) et peu avisé. À l'instar de ses ancêtres, il se fait couronner à Reims en 1825, ce qui amuse nombre des détracteurs de la monarchie et l'opéra Le Voyage à Reims de Gioacchino Rossini est retiré de l'affiche après cinq représentations. Louise et Henri assistent à l'événement et s'amusèrent à détailler les éléments décoratifs dont regorge alors la cathédrale de Reims.
Le 2 septembre 1827, Louise pose la première pierre de l'église Saint-Jean-Baptiste de Grenelle. L'année suivante, à Dieppe, la petite princesse participe au bazar de bienfaisance organisée par sa mère. Louise réalise à cet effet des dessins. Durant ces années, Louise et son frère apprennent diverses langues dont l'anglais, l'allemand et l'italien et possèdent également de solides notions de latin et de grec.

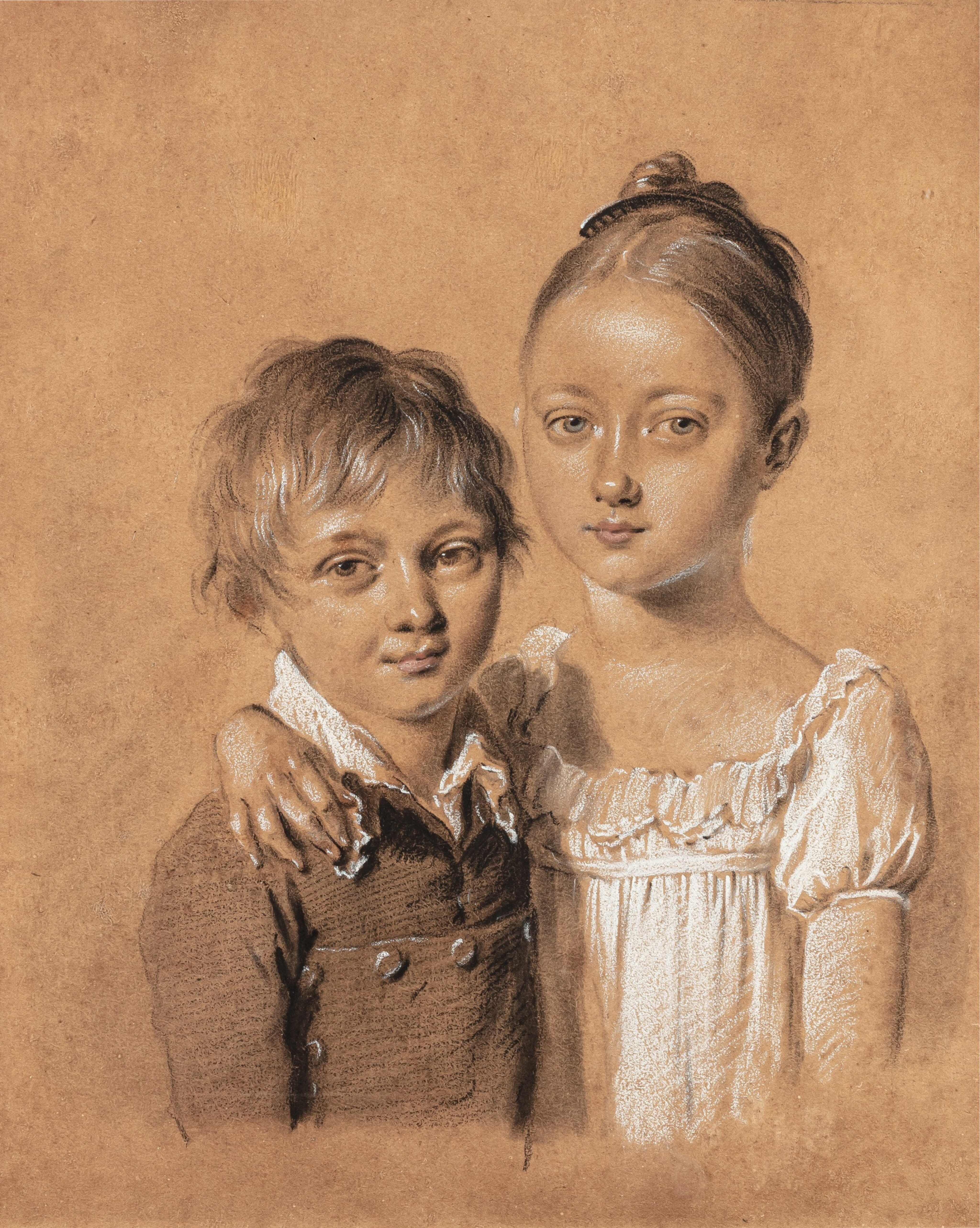
Louise d'Artois et son jeune frère Henri, duc de Bordeaux.

#### La révolution
Le 25 juillet 1830, Charles X promulgue des ordonnances qui provoquent la révolution de 1830, connue aussi sous le nom de Trois Glorieuses, s'étant étalée sur trois journées. Le 30 juillet 1830, un groupe d'hommes politiques parisiens lance la candidature au trône de Louis-Philippe, duc d'Orléans. Le 2 août 1830, Charles X abdique en faveur de son petit-fils Henri d'Artois. L'ordre de succession donnait cependant le trône au fils aîné du roi, le dauphin Louis-Antoine de France, qui était appelé à régner sous le nom de Louis XIX. Mais celui-ci est contraint de contresigner l'abdication de son père. Ainsi, la Couronne passerait au jeune Henri, duc de Bordeaux, qui deviendrait Henri V. Charles X envoie cet acte d'abdication au duc d'Orléans lui confiant de facto la régence, l'ayant déjà nommé dès le 1er août 1830 lieutenant-général du royaume (confirmant de fait ce titre, que le duc d'Orléans avait reçu des députés). Dans cet envoi, il le charge expressément de faire proclamer l'avènement d' Henri V. Louis-Philippe d'Orléans ne se tient pas pour régent à partir du 2 août ; il se contente de faire enregistrer l'abdication de Charles X et la renonciation de son fils, sans faire proclamer Henri V. Le 7 août, la chambre des députés puis la chambre des pairs appellent au trône le duc d'Orléans, qui prête serment le 9 août, sous le nom de Louis-Philippe Ier « Roi des Français » (et non roi de France). Néanmoins, dès le 2 août, certains légitimistes (qui seront appelés les henriquinquistes) commencent à désigner le jeune Henri, âgé de neuf ans, sous le nom d'Henri V. La famille royale part en exil en Angleterre le 16 août 1830.

#### L'exil
En août 1830, à la suite d'une révolution, son grand-père Charles X est chassé de France et le duc d'Orléans est devenu roi des Français. Accompagné d’une partie de la famille royale, Charles X trouve refuge dans un premier temps au Royaume-Uni, au château de Lulworth puis en Écosse, au palais de Holyrood. Louise y reste avec son frère et sa mère et le reste de la famille royale jusqu'à ce que la duchesse de Berry s'embarque seule pour l'Italie ou elle recherche des soutiens pour son soulèvement en faveur de son fils. Son grand-père la charge à cette époque, d’aller saluer quelques membres de l’aristocratie anglaise. Ainsi, Louise se rend chez — Anne Wellesley, Countess of Mornington (en) — puis chez le duc de Wellington. Durant son exil en Ecosse, Louise désormais âgée de 11 ans pratique le dessin, écoute de la musique et reçoit pour le thé.
En 1832, après une vaine tentative pour soulever la Vendée qui est restée royaliste légitimiste, la duchesse de Berry est arrêtée à Nantes, puis emprisonnée à la citadelle de Blaye où elle donne le jour à une enfant née hors mariage. Nonobstant la proche parenté qui le lie à la duchesse, le roi Louis-Philippe fait donner une grande publicité à l'événement qui déshonore la belle-fille du roi détrôné et mère du futur prétendant. Louise, qui a 12 ans et son frère sont alors confiés à leur tante, la Dauphine, fille des défunts souverains Louis XVI et Marie-Antoinette. Marie-Thérèse deviendras une seconde mère pour les deux enfants qui lui seront pour toujours très fidèle. Ainsi la fille ainée de Louise sera la filleule de la Dauphine,.
La famille quitte en 1832 l’Écosse pour Prague, en Bohême, puis en 1836 rejoint Goritz, en Autriche (aujourd’hui Gorizia, en Italie), où l'ancien roi meurt du choléra peu après. Remariée et habitant le château de Brunnsee, à Eichfeld (à 200 km de Vienne), Marie-Caroline n’a jamais retrouvé la garde de ses enfants, malgré l’intervention du vicomte de Chateaubriand. Louise et son frère restent malgré tout proche de leur mère et leurs relations se normaliseront par la suite.

### Un mariage hautement politique

#### De nombreux candidats malheureux

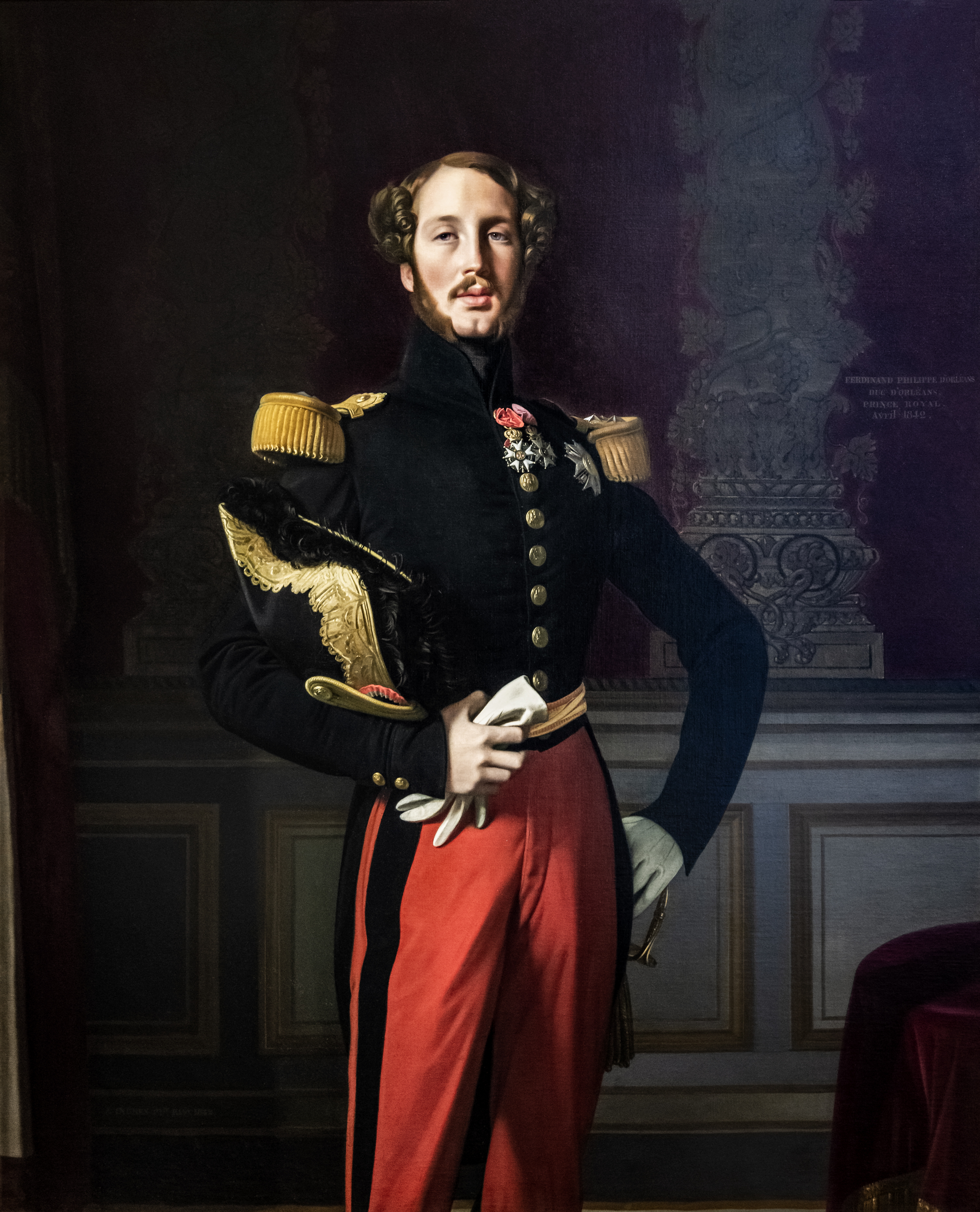
Ferdinand-Philippe d'Orléans en 1842 par Jean-Auguste-Dominique Ingres.

Dès sa naissance, Louise fait l'objet de projets matrimoniaux. Le candidat est tout désigné, c'est le prince Ferdinand-Philippe d'Orléans, fils aîné du duc d'Orléans. C'est le duc de Berry qui, le premier, annonce son intention de marier sa fille nouvellement née, avec l'héritier des Orléans. Cependant, et à cause de la Révolution de 1830 puis de l'usurpation (pour les Bourbons) du trône par les Orléans, le projet d'union est annulé.
En 1832, le roi Ferdinand II des Deux-Siciles, frère de la duchesse de Berry, avait proposé de marier son frère cadet, le comte de Lecce qui avait 16 ans à « Mademoiselle » qui en avait 13. Le projet fit long feu. La dauphine, tante et tutrice de la princesse, refusa cette proposition. Outre le jeune âge de la princesse, le prince des Deux-Siciles n'était qu'un cadet et il avait déjà une réputation mérité de coureur de jupons qui provoquera sa fin tragique à l'âge de 26 ans.

#### Un candidat inespéré

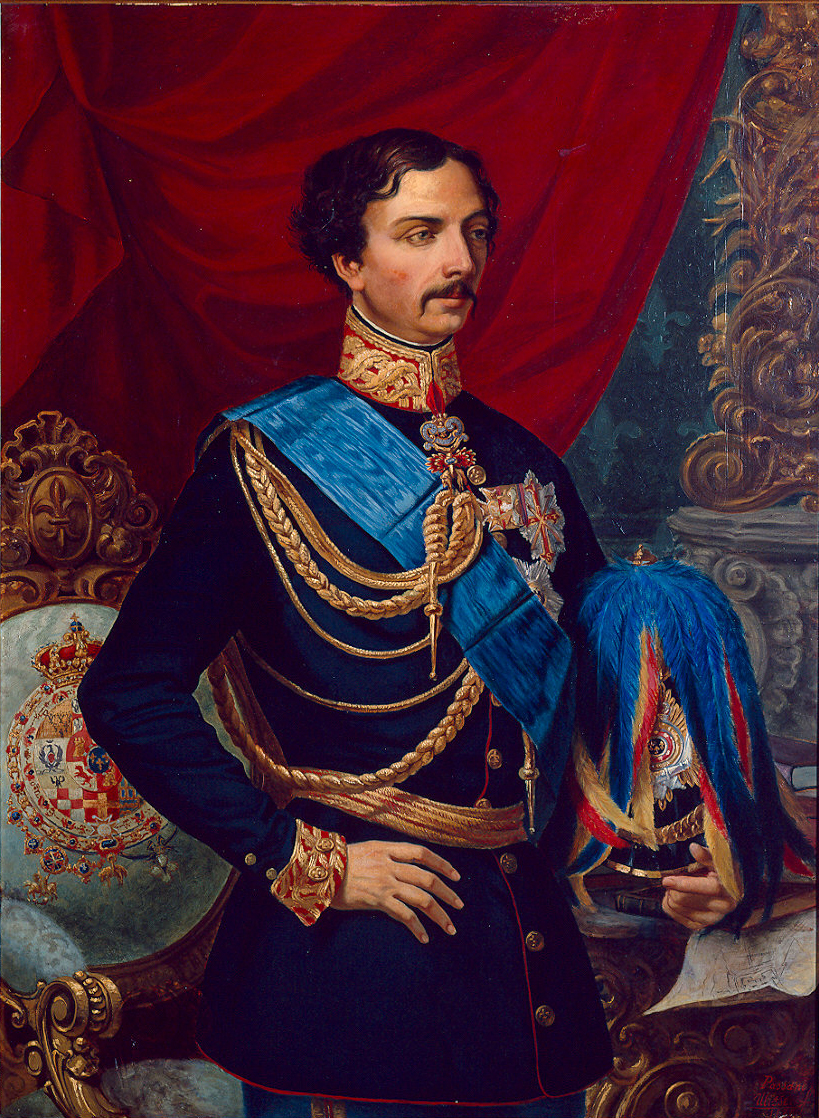
Charles III, duc de Parme par Ulisse Passani.

En Italie, le Congrès de Vienne a modifié le champ politique. Ainsi le duché de Parme et de Plaisance sur lequel les Bourbons règnent depuis 1748 s'est vu « offert » à l'épouse de Napoléon, l'impératrice Marie-Louise d'Autriche. En compensation, la duchesse Marie-Louise, veuve du prince Louis de Parme (fait roi d'Étrurie par Napoléon en 1801) devient duchesse d'un minuscule territoire, à cheval entre le duché de Parme et le grand-duché de Toscane, c'est l'avènement du duché de Lucques. Après la mort de Marie-Louise de Lucques en 1824, son fils le duc Charles (également ancien roi d'Étrurie de 1803 à 1807) lui succède sous le nom de Charles-Louis. Marié depuis 1820 à la princesse Marie-Thérèse de Savoie, fille du roi de Sardaigne Victor-Emmanuel, le couple ducale n'a eu que deux enfants dont un seul survit jusqu'à l'âge adulte. Le prince Ferdinand-Charles, né en 1823, est donc l'héritier du duché de Lucques mais également du duché de Parme. Les relations dans la famille de Bourbon-Parme sont très tendus, en effet la duchesse vit séparée de son époux et de son fils dont elle ne s'occupe guère. De plus le duc ne s'occupe que peu de son fils, ce dernier étant un peu livré à lui-même.
Lorsque cette idée d'unir Ferdinand-Charles (plus connu sous le nom de Charles) avec Louise émerge, cette dernière est déjà âgée de 26 ans. Son neveu le prince Charles-Marie de Faucigny-Lucinge la décrit ainsi en 1844 :

« Elle en avait vingt-cinq aujourd’hui et je l’admirais sincèrement quand elle arriva, accompagnée de la duchesse de Berry, de la reine et de Monseigneur… Elle méritait bien effectivement d’inspirer ce sentiment, tant elle était rayonnante de grâce, de fraîcheur et d’élégance. Pouvait-on dire qu’elle était vraiment et régulièrement belle ? Je ne saurais l’affirmer, mais ce qu’il y a de certain c’est qu’il était impossible de ne pas être séduit par le charme qui se dégageait de tout son ensemble. Quelques-uns de ses traits, plus délicats et plus fins naturellement, rappelaient assez ceux de son père, le duc de Berry, et comme lui, elle avait le cou un peu court. Mais son teint était d’une transparence et d’un éclat superbes. Ses cheveux d’un très beau blond, ses yeux bleus et fort beaux étaient pétillants de vivacités et d’esprit, et sous ce rapport elle ressemblait fort à Monseigneur dont elle avait également le sourire gracieux et bon. »

De plus même si elle ne représente aucun avantage politique ( au contraire), elle apporte une vaste dote qui enchante le duc de Lucques. Le couple se fiance à la fin de l’été 1845 sans réellement se connaître. Le trousseau de Louise est intégralement constitué en France. De plus, la veille de son mariage, la princesse reçoit les cadeaux offerts pour l’occasion. Sa tante la dauphine lui offre sa robe de mariée (faite en dentelle) ainsi qu’une « parure d’émeraude et de diamants », son frère lui fait don d’une « guirlande de diamants », l’impératrice (tante du futur marié) offre une plaque de diamants, et sa mère, un fil de diamants auquel sont suspendues six grosses perles. Ses futurs beaux-parents lui font également parvenir une parure de saphirs et diamants, d’un traditionnel « bracelet de diamants entourant le portrait de son futur mari», ainsi qu’une « broche de gros diamants encadrant un petit portrait du duc régent, son beau-père » auquel s’ajoute finalement, un « collier de perles entourant la plus grosse, la poire », envoyé par sa belle-mère. Louise reçoit également de la part des dames légitimistes de France, une table de toilette, œuvre de l’ébéniste François-Désiré Froment-Meurice,.

#### Mariage à Frohsdorf

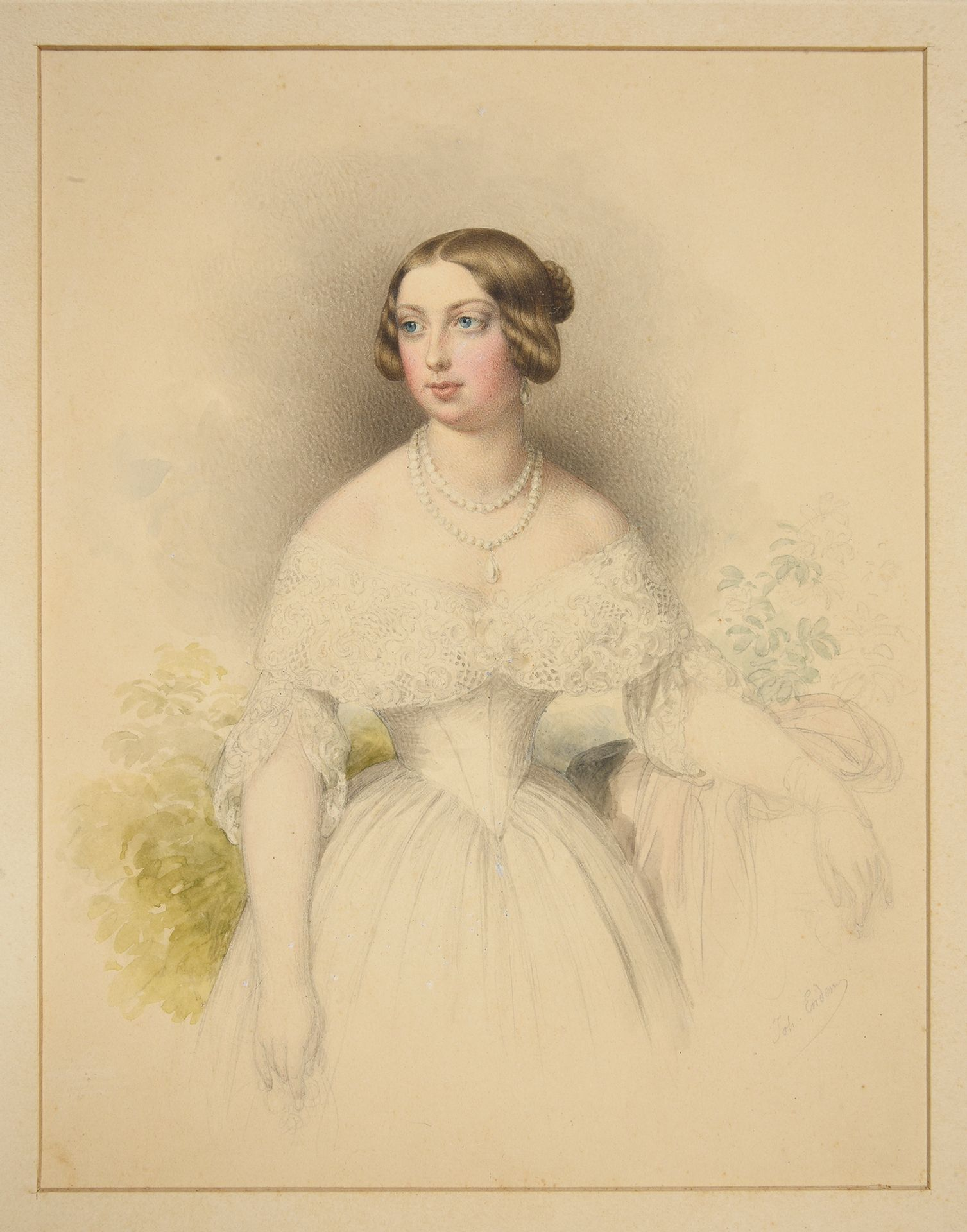
Louise d'Artois, vers 1845, dessinée par Johann Nepomuk Ender

La cérémonie a lieu le 10 novembre 1845 : elle n'est pas célébrée à Lucques mais au château de Frohsdorf où réside la famille royale en exil. Les cérémonies nuptiales comprennent une cérémonie civile et une célébration catholique. Cette dernière est célébrée par l'archevêque de Vienne, Mgr — Vinzenz Eduard Milde (en) —.
Pour rehausser l'éclat de la cérémonie du mariage civil, la Dauphine choisit pour la princesse des archiducs d'Autriche : François-Charles (frère et héritier de l'empereur), Charles-Ferdinand (fils du duc de Teschen et frère de la reine des Deux-Siciles) ainsi que le comte de Chambord (frère de Louise et prétendant légitimiste au trône de France).
Malgré l'éclat que les familles des deux nouveaux époux ont cherchés a créer, l'union reste morne. En effet ce mariage de raison ne plait à aucun des deux intéressés. Charles trouve en effet son épouse sans attrait tandis que Louise n'apprécie pas le caractère étrange de son époux. Au contraire, le duc Charles II (père de Charles III) apprécie grandement cette union et sa nouvelle belle-fille, opinion partagée avec son épouse qui apprécie la piété de sa nouvelle belle-fille.
Digne d'un mariage d'État, l'union de Louise est donc fastueuse. Ainsi les impératrices Caroline-Auguste et Marie-Anne mais également des diplomates, des princes et princesses de divers pays sont réunis au château de Frohsdorf. Le seul ambassadeur absent de la cérémonie est l'ambassadeur français (en raison des revendications royales de la famille de Louise). La lune de miel du couple se déroule au château d'Urschendorf mais est de très courte durée (à peine quelques jours).

### Princesse de Lucques puis de Parme

#### Un couple mal assorti

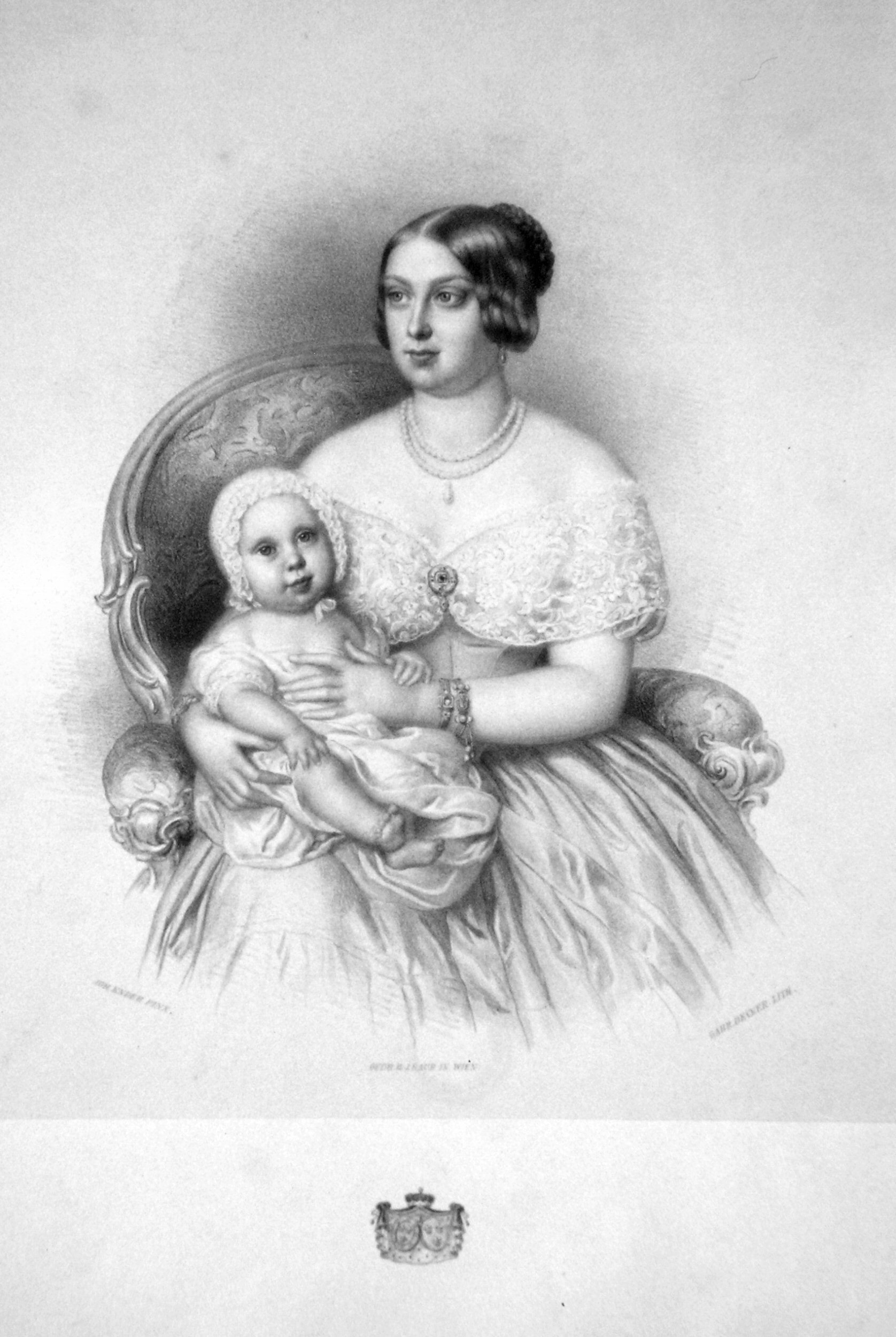
La duchesse de Parme et sa fille Marguerite (1847)

En dépit de l'éclat du mariage, le couple est mal assorti. En effet le prince est un homme léger, capricieux et autoritaire tandis que Louise est une femme calme, sérieuse. Ainsi le couple s'entend mal et les disputes se succèdent malgré la naissance de quatre enfants en 6 ans. La naissance de leur premier enfant, la princesse Marguerite, survient en janvier 1847 soit près de 2 ans après leur union. Cette naissance ravit Louise qui demande à son frère et à sa tante la dauphine d'être le parrain et la marraine. La nouvelle princesse héréditaire de Lucques prend au sérieux son rôle de mère et passe beaucoup de temps avec sa fille.
Louise se plaît relativement à la cour de Lucques et partage son temps entre son rôle de mère et diverses œuvres de charité. Le couple réside au palais ducal de Lucques auprès du duc mais Louise rend régulièrement visite à sa belle-mère qui s'est retirée à la villa Borbone, proche de la capitale. Peu de temps après son arrivée dans sa nouvelle patrie, Louise visite sa parentèle en Italie et se rend aux cours de Naples, Modène, Turin et Florence.
Le 17 décembre 1847, l'impératrice Marie-Louise s'éteint et laisse le trône de Parme au beau-père de Louise, le duc Charles-Louis qui prend le nom de Charles II. Cependant, la situation n'est pas aussi simple : le baron Philipp von Neumann, conseiller de l'empereur mandaté de Vienne à Parme, rapporte à Metternich qu'à la mort de la duchesse, les libéraux auraient tenté une insurrection. Le comte Cantelli, podestat de Parme, est destitué car il a cherché à créer un gouvernement provisoire avant l'arrivée du nouveau duc. Le 31 décembre 1847, Bombelles annonce à Metternich l'arrivée incognito du nouveau duc, qui prend le nom de Charles II, et de son fils. Charles II se montre faible et vil, créant un climat de suspicion et de méfiance : il promet à Vienne de s'opposer aux libéraux et à ceux-ci une constitution qu'il n'accorde finalement pas.

#### Printemps des peuples
Au début de l'année 1848, la nouvelle d'une insurrection à Milan enflamme Parme, et la révolte éclate le 20 mars 1848. Les habitants se rassemblent en armes et avec des cocardes tricolores. Un coup de feu déclenche l'insurrection qui provoque des morts et des blessés. Le fils du duc entame une action répressive tandis que Charles II, inquiet des proportions que prend la rébellion, ordonne le cessez-le-feu et en appelle « aux bons citoyens afin d'attendre les bonnes résolutions de leur Père et Souverain », promettant une constitution,.
Cependant, en mars 1848, la nouvelle de l'insurrection à Milan enflamme Parme. Les habitants se rassemblent en armes avec des cocardes tricolores. Un coup de feu déclenche l'insurrection le 20 mars 1848. Cette révolte populaire contraint Charles II à repousser le traité d'alliance défensif avec l'Autriche et à s'allier avec Léopold II de Toscane, Pie IX et Charles-Albert de Sardaigne, qui sont alors engagés dans la première guerre d'indépendance italienne.
Durant cette période, Louise, enceinte de son second enfant, s'est enfuie à Florence où elle accouche d'un héritier, prénommé Robert. Retournée à Parme, Louise se retrouve bientôt complètement seule dans le Palais Ducale, abandonnée par la famille ducale,. Apeurée par l'abdication de son beau-père et l'emprisonnement à Crémone de son époux, Louise décide de s'embarquer pour Malte où un navire britannique vient l'emmener, elle et ses enfants. Là, le gouverneur et l'amiral Parker firent un très bon accueil à Louise puis, après quelques jours « de repos », la famille est emmenée à Londres où elle est reçue par la reine Victoria. Rapidement cette dernière se prend d'une profonde amitié pour Louise et rare sont les jours où les deux femmes ne se voient pas,. Louise devient également amie avec la duchesse de Hamilton même si la dame d’honneur de la reine Victoria, Lady Spencer, décrit Louise comme étant « grasse et ne possédant pas l’allure d’une descendante de cent rois. »

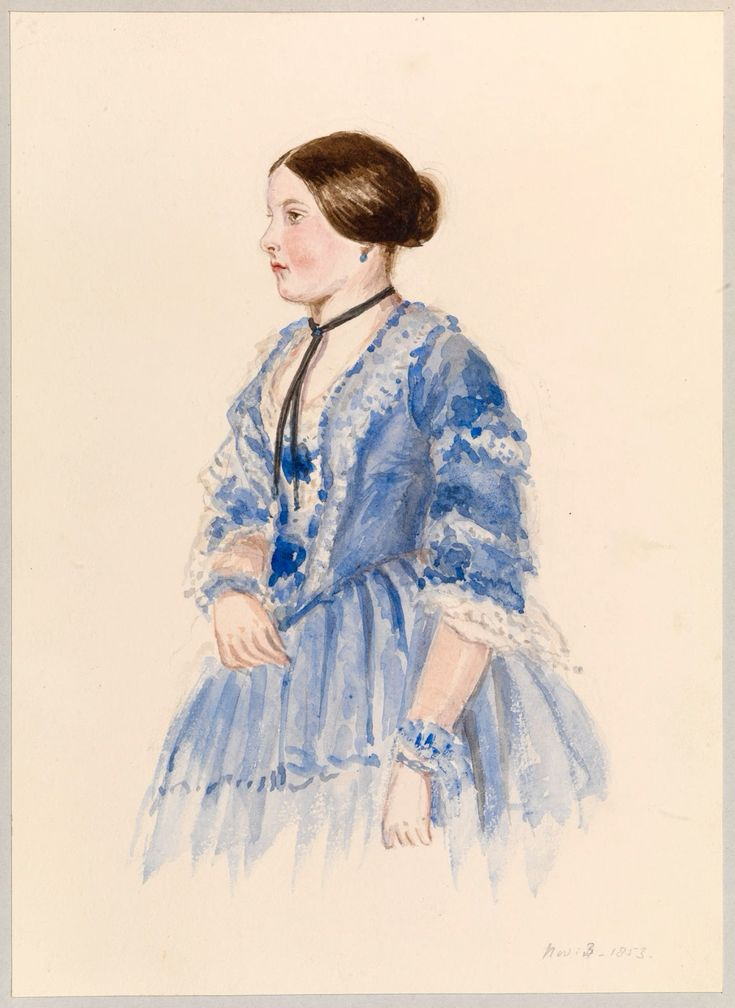
Louise d'Artois, dessinée le 3 novembre 1853 par la Reine Victoria.

### Duchesse puis Régente de Parme

#### Duchesse de Parme
Lorsque Louise et son époux débutent leur règne, c'est en exil à Londres pour elle et en prison à Gênes pour lui qu'ils le font. Profitant de l'exil commun de la duchesse de Parme et des Orléans à Londres, la duchesse de Kent, mère de la reine Victoria, se décida à réconcilier les deux branches royales françaises. Cependant Louise lui répondue qu'elle ne pouvait les rencontrer sans « l'accord de son frère qui était devenu son roi »,.

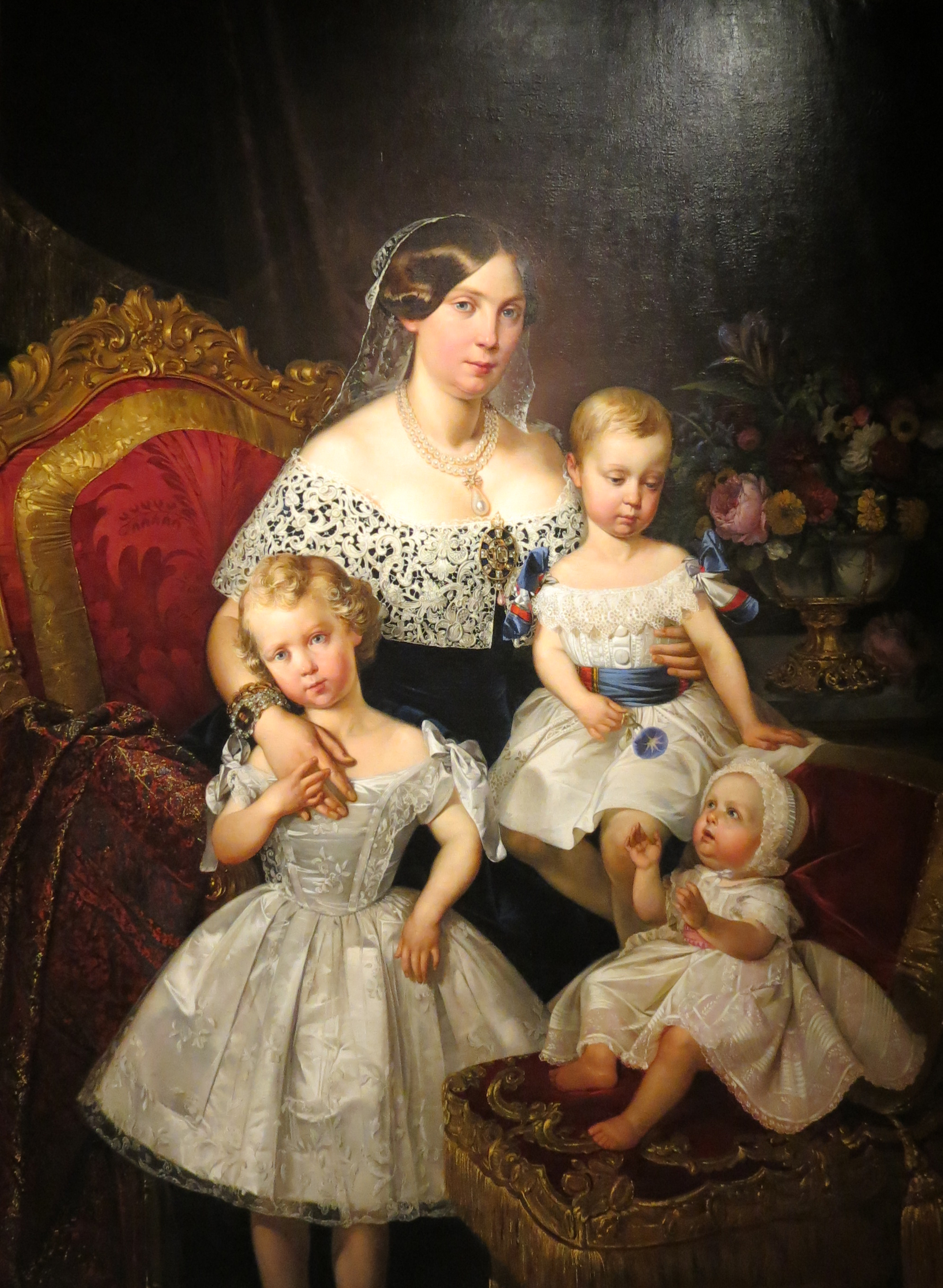
La duchesse de Parme et ses enfants (1851)

Ce n'est qu'en 1849 après presque un ans d'exil en Angleterre que Louise et son époux purent revenir à Parme. Charles III accède donc au trône en 1849. Il a 26 ans. Sa politique particulièrement autoritaire et son alliance avec l'Autriche dont les troupes occupent le pays, lui aliène une partie de ses peuples.
Rapidement, Louise tombe enceinte pour la troisième fois et accouche le 27 décembre 1849 d'une seconde fille, baptisée Alice. Souhaitant se rapprocher des souverains italiens, le couple ducale donne pour parrain à la petite princesse, l'oncle de Louise, le roi de Naples. Dès 1851, Louise retomba enceinte pour la quatrième et dernière fois et donna naissance à un second fils prénommé Henri en l'honneur de son oncle et parrain.
En octobre 1852, la reine Isabelle II d'Espagne, cousine germaine de Louise, cherchant à se faire reconnaitre comme reine par le duc de Parme, lui offrit le titre d'infant d'Espagne. L'année suivante, la reine visita Parme et rencontra Louise et ses enfants. Dès lors, la reine envoya à ses « neveux et nièces » des cadeaux et cartes diverses. Ainsi les petites princesses Marguerite et Alice furent elles faites infantes en même temps que leurs frères,.

#### Régente de Parme
Le 27 mars 1854, la duchesse Louise annonce la mort de son époux et proclame son fils Robert Ier nouveau souverain de 5 ans, elle-même assurant la régence. Tous les ministres sont remplacés afin d'apaiser les tensions.
Succédant au gouvernement militaire de Charles III, le nouveau gouvernement doit rechercher la neutralité et l'indépendance vis-à-vis de l'Autriche, mais le 22 juillet 1854, les sujets inquiets tentent de se révolter. Tout débute par l'occupation de deux cafés, les troupes arrivées sur place tirent, ce qui provoque une insurrection que l'armée autrichienne réprime violemment. Louise-Marie montre son hostilité à une répression judiciaire excessive et demande la fin des procès et le retour en Autriche des officiers les plus durs. Les troupes autrichiennes quittent définitivement le duché le 5 février 1857.

### Fin de vie

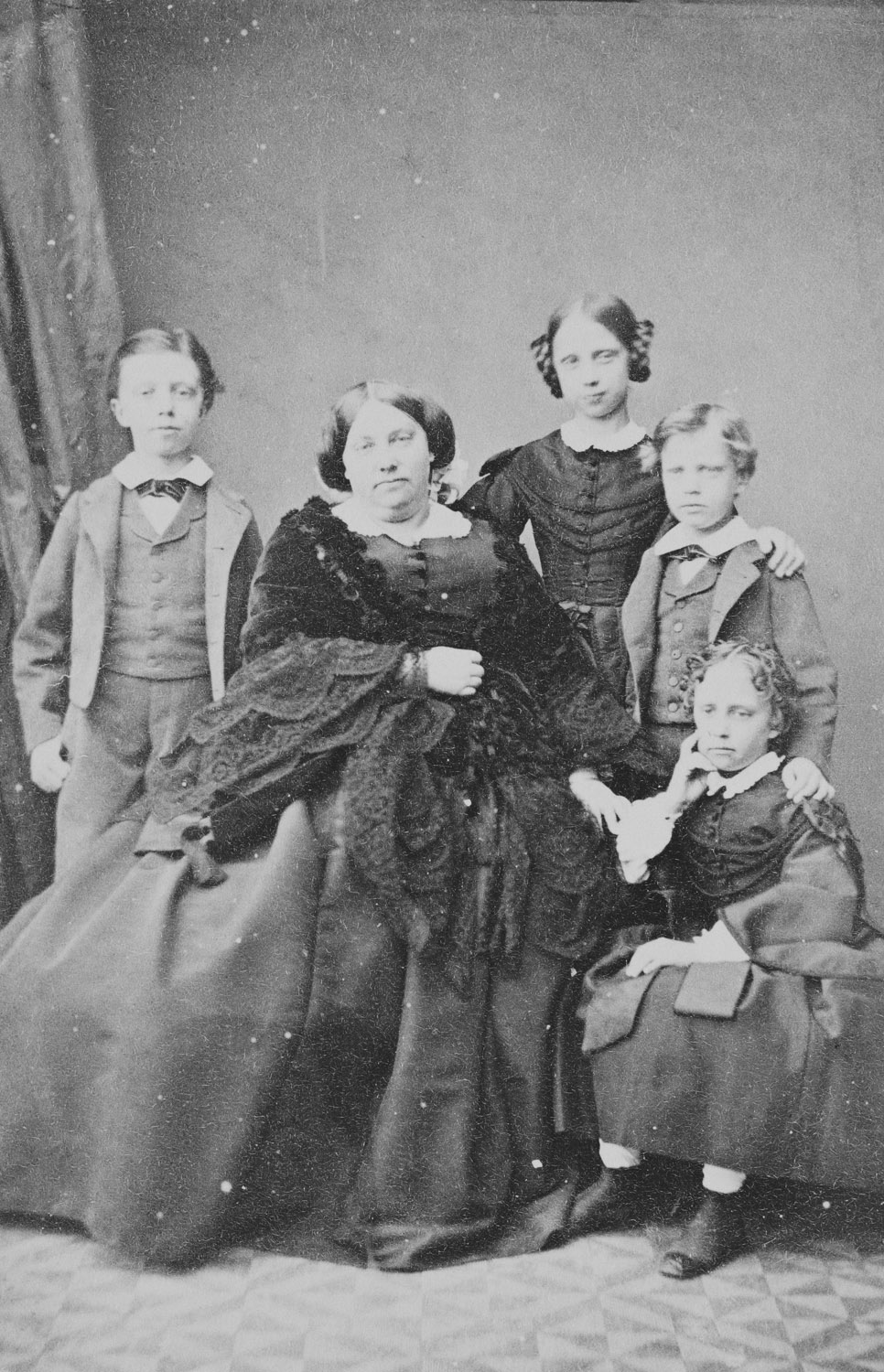
La famille ducale de Parme en exil en 1860.

Début mai 1859, avec le déclenchement de la deuxième guerre d'indépendance italienne, de nouveaux désordres éclatent. Ils provoquent le départ de la famille régnante pour Mantoue. Les mazziniens constituent un gouvernement provisoire mis en échec par les militaires, qui ne les soutiennent pas. La duchesse revient alors à Parme. Le 9 juin 1859, après la victoire de Magenta, Louise-Marie quitte définitivement Parme, non sans avoir exposé sa désapprobation dans une lettre de protestation rédigée depuis Saint-Gall le 28 juin. Malgré l'appel à l'aide qu'elle envoie à son amie la reine Victoria et à sa cousine germaine la reine Isabelle II d'Espagne, Louise et sa famille sont forcés de fuir,. Elle se retire à Venise, possession autrichienne, où elle meurt le 1er février 1864 à l'âge de 44 ans. Elle est inhumée au couvent de Kostanjevica à Nova Gorica.

## Union et postérité
En 1845, elle épouse Charles de Parme (futur Charles III). De cette union naîtront :
1. Marguerite (1847-1893), qui épouse en 1867 Charles de Bourbon, duc de Madrid, futur prétendant carliste au trône d’Espagne et futur prétendant légitimiste au trône de France.
2. Robert (1848-1907), duc de Parme, de Plaisance et des États annexés.
3. Alice (1849-1935), qui épouse en 1868 Ferdinand IV, ex-grand-duc de Toscane.
4. Henri (1851-1905), comte de Bardi, qui épouse en 1873 Marie de Bourbon-Siciles. Veuf en 1876, il épouse en 1876 Adelgonde de Jésus de Bragance, fille du roi déchu Michel Ier de Portugal.

Son fils Robert se maria deux fois et eut 24 enfants parmi lesquels Marie-Louise, épouse du futur tsar Ferdinand Ier de Bulgarie, Zita, dernière impératrice d’Autriche et reine de Hongrie, Sixte et François-Xavier, officiers dans l’armée belge qui, sur les instances de leur beau-frère, l’empereur Charles Ier d’Autriche, essayèrent — en vain — de conclure un traité de paix séparée avec la France en 1917, Félix qui épousa en 1919 la grande duchesse Charlotte de Luxembourg, René dont la fille Anne épousa le roi déchu Michel Ier de Roumanie en 1948.

## Hommage
Dite « Mademoiselle », la rue Mademoiselle dans le 15e arrondissement à Paris est nommée en son nom, après que Louise, qui allait avoir 8 ans, a participé à la pose de la première pierre de l’église Saint-Jean-Baptiste de Grenelle, le 2 septembre 1827.

## Titulature et décorations

### Titulature
- 21 septembre 1819 — 10 novembre 1845 : Son Altesse Royale Louise d’Artois, mademoiselle, petite-fille de France ;
- 10 novembre 1845 — 17 décembre 1847 : Son Altesse Royale la princesse héréditaire de Lucques ;
- 17 décembre 1847 — 25 août 1849 : Son Altesse Royale la princesse héréditaire de Parme et de Plaisance ;
- 25 août 1849 — 8 octobre 1852 : Son Altesse Royale la duchesse de Parme et de Plaisance ;
- 8 octobre 1852 — 27 mars 1854 : Son Altesse Royale la duchesse de Parme et de Plaisance, infante d'Espagne[19] ;
- 27 mars 1854 — 3 décembre 1859 : Son Altesse Royale la duchesse douairière de Parme et de Plaisance, régente du duché, infante d'Espagne.
- 3 décembre 1859 — 1er février 1864 : Son Altesse Royale la duchesse douairière de Parme et de Plaisance, infante d'Espagne.

### Décorations dynastiques
- Dame de l'ordre de la Croix étoilée ( Empire d'Autriche)

- Dame de première classe de l'ordre de Sainte-Élisabeth ( Royaume de Bavière)
- Dame de l'ordre de la Reine Marie-Louise - 30 novembre 1823 ( Royaume d'Espagne)
- Dame grand-croix d'honneur et de dévotion de l'ordre souverain de Malte ( Ordre de Malte)